# NaVibe
#naVibe é o primeiro álbum de estúdio do grupo Oba Oba Samba House, lançado em abril de 2013 pela Sony Music. O álbum possui participações de Jammil e Mr. Catra, também uma releitura da canção "Mulher de Fases" de Raimundos. Com o single "I Love You Baby" na trilha-sonora da telenovela Salve Jorge da Rede Globo, logo virou um hit e deu a banda um conhecimento nacional. O segundo single foi a faixa "Nem Mais Nem Menos" lançada em julho de 2013.

## Faixas
| CD  |                                                   |         |  |
| N.º | Título                                            | Duração |  |
| 1.  | "Meu Erro"                                        | 3:50    |  |
| 2.  | "By the Way / Californication / Under the Bridge" | 4:02    |  |
| 3.  | "I Love You Baby"                                 | 3:39    |  |
| 4.  | "Nova York"                                       | 2:40    |  |
| 5.  | "Nem Mais Nem Menos"                              | 3:16    |  |
| 6.  | "Mr. Jones / Carla"                               | 3:33    |  |
| 7.  | "Wonderwall"                                      | 3:57    |  |
| 8.  | "Emergência"                                      | 3:34    |  |
| 9.  | "Mulher de Fases"                                 | 2:51    |  |
| 10. | "Pagar de Casal"                                  | 3:45    |  |
| 11. | "Chega"                                           | 3:03    |  |
| 12. | "To Numa Nice"                                    | 4:02    |  |
| 13. | "Suave na Nave" (Part. Jammil)                    | 3:50    |  |
| 14. | "Galudão" (Part. Mr. Catra)                       | 2:58    |  |
| 15. | "We Will Rock You / Sweet Dreams"                 | 5:01    |  |